# Phorbia obliqua
Phorbia obliqua är en tvåvingeart som beskrevs av Fan och Zheng 1993. Phorbia obliqua ingår i släktet Phorbia och familjen blomsterflugor.
Artens utbredningsområde är Sichuan (Kina). Inga underarter finns listade i Catalogue of Life.